# Steinbach (Bühler, Vellberg)
Der Steinbach ist ein Bach im nordöstlichen Baden-Württemberg von 4,7 km Länge, der bei Vellberg-Eschenau von links in die mittlere Bühler mündet.
Beim Adelmannsfeldener Weiler Bühler mündet ein weiterer Steinbach von links in die obere Bühler.

## Geographie

### Quellgebiet
Der Steinbach entsteht etwa 1,2 km nordnordöstlich von Obersontheim-Herlebach auf der Sulzdorfer Gemarkung der Stadt Schwäbisch Hall an der K 2627 Herlebach–Sulzdorf. Die Quelle liegt auf etwa 438 m ü. NHN im Waldgebiet Höning, das sich den östlichen Abhang des kleinen Bergrückens Birkentöbele lang zieht. Von dort fließt er in einem Muldental im Wald zwischen dem Bergausläufer Burkhart im Norden und dem ersten Anstieg zur etwas weiter im Süden liegenden Hochfläche Berg in Richtung Ostnordosten und wird hierin bald von einem Waldweg begleitet. Nach etwa 0,6 km nimmt er von rechts an einer Seitenwegseinmündung seinen ersten Zufluss auf, der in ähnlicher Lage nur etwa 0,1 km südlich von ihm an der K 2627 entsteht und auf seinem etwas längerem Weg von rechts zeitweilig von einigen Klingenbächen gespeist wird.

### Verlauf

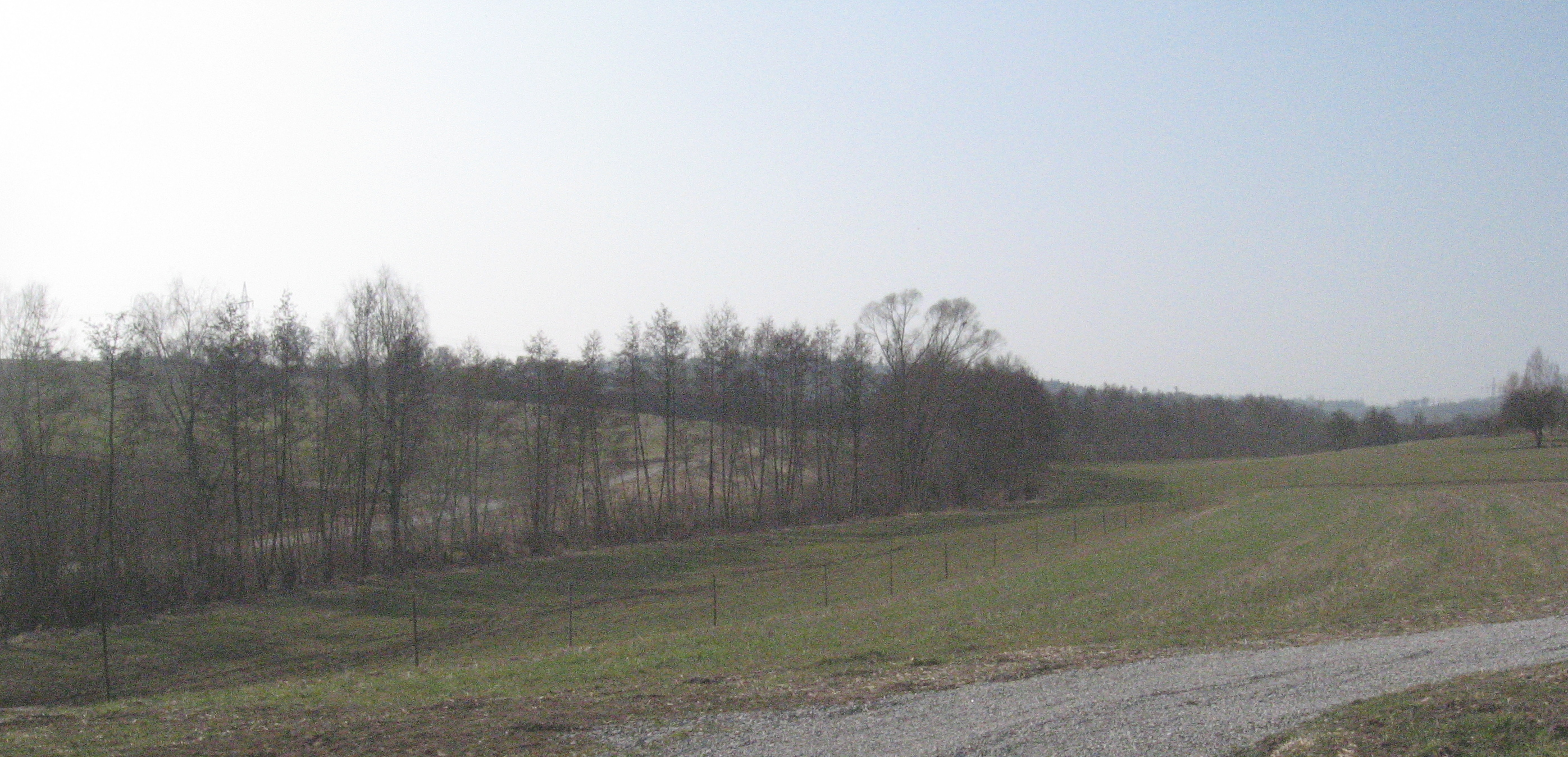
Der Steinbach fließt auf Höhe des Vellberger Beubaugebietes um die Markgrafenallee noch im Unterkeuper

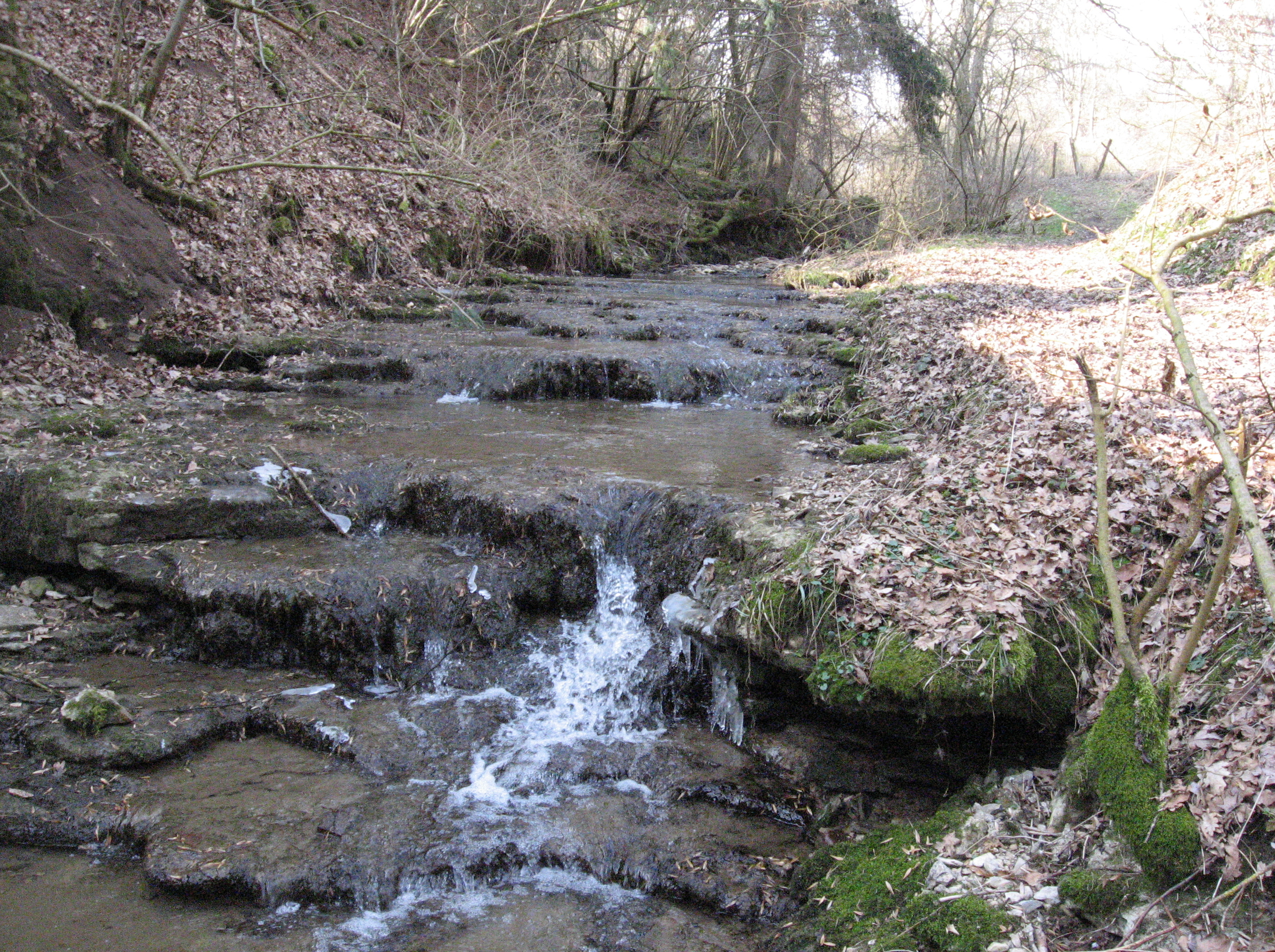
Erste größere Muschelkalkbänke am Steinbach

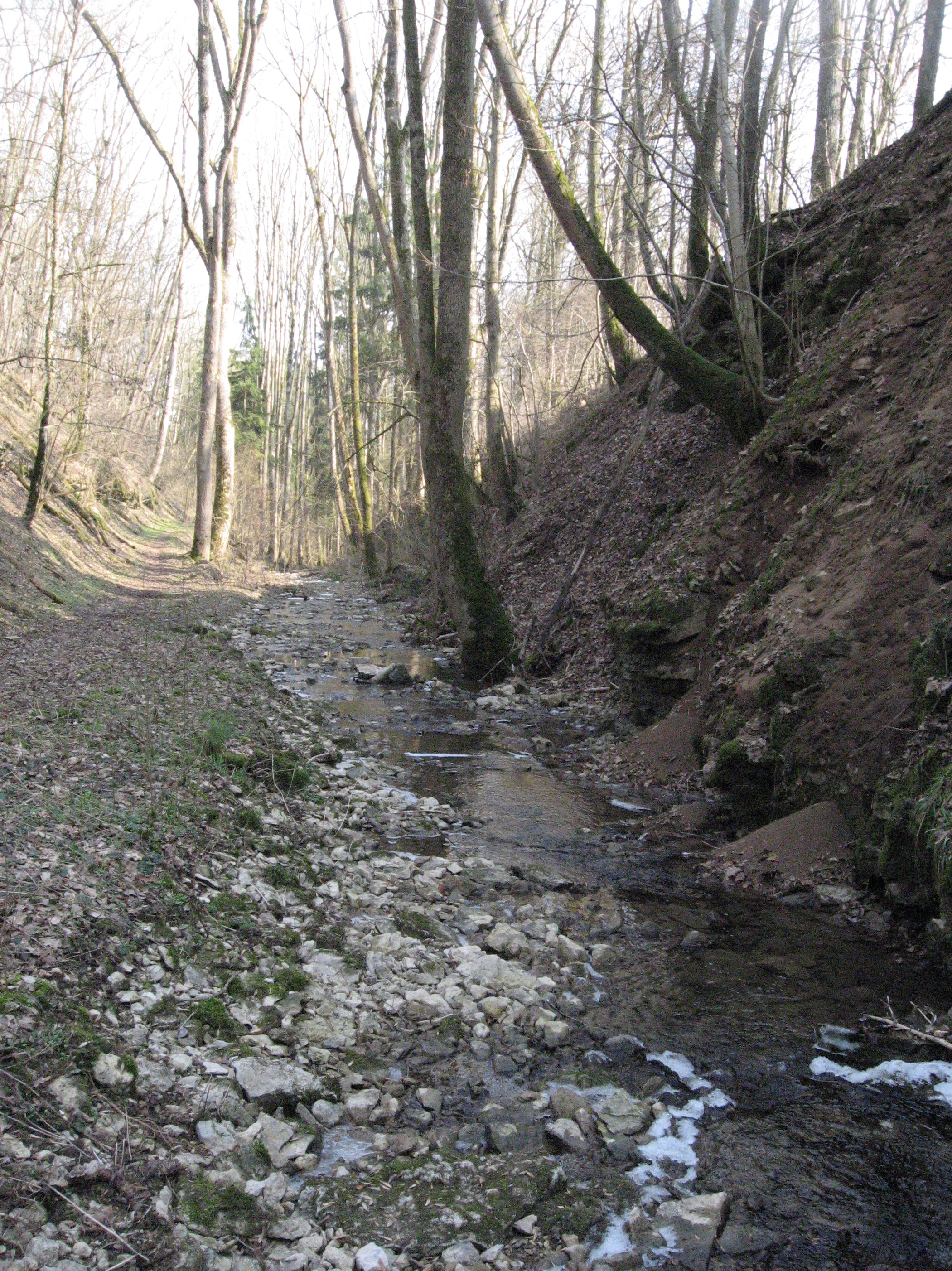
Blick talab in der mittleren Steinbachklinge

Nach etwa 0,9 km erreicht der Steinbach an der Waldgrenze den Golfplatz Dörrenzimmern, in dem er sich, von einer lückenhaften Baumreihe begleitet und in einer sich weitenden, kaum Tal zu nennenden Wiesenmulde mit kleinen Ausschlägen durch die Hättelenswiesen schlängelt. Dabei speist er nach etwa 1,3 km einen 0,3 ha großen künstlichen Teich, der auch vom flachen rechten Abhang etwas Zulauf erfährt. Nach etwa 2,3 km Laufs – inzwischen verläuft er schon am anderen Rande des Golfplatzes – kehrt er sich vor der L 1060 („Bühlertalstraße“) Sulzdorf–Bühlertann nach Südsüdosten und nimmt dann etwa 0,2 km später einen etwa 0,7 km langen Zufluss von rechts aus dem Hart auf, der zuvor auf dem Golfplatz einen etwa 0,2 ha großen Teich gespeist hat.
Nun läuft er am rechten Rand in einer sich langsam eintiefenden Mulde zwischen der ferneren L 1060 links und einem rechts begleitenden Feldweg durch die Beckenwiesen, vor allem rechts, wo die Bachböschung steil ist, von Gehölz begleitet. In diesem Abschnitt wurde er offenbar einst begradigt, an seinem Ende wurde er später wiederum in eine wie mit dem Zirkel gezogene Kurve gelegt. An dieser Stelle fließt ihm von rechts der längs eines Feldweges laufende, 0,4 km lange Ofenbach zu, der zu Zeiten auch eine Länge von fast 1,0 km erreicht, wenn er weiter oben schon am Rande des Waldgewanns Sandrain entsteht.
Unmittelbar danach und inzwischen 3,2 km unterhalb seiner Quelle unterquert der Bach die L 1060, passiert in dessen Süden das Vellberger Neubaugebiet um die Markgrafenallee auf seinem linken Hang und wird von einem asphaltierten Feldweg gequert. Nach etwa 4,0 km mündet von rechts der 0,6 km lange Rohrbach, der ebenfalls als Graben neben einem Feldweg einherläuft. Etwa hier beginnt der Steinbach sich einen zwischen den oberen Hangkanten nirgends auch nur 100 Meter breiten und gegen Ende 50 Meter tiefen Taltrog zu graben.
Bald führt ein Wanderweg quer zur Mulde über einen alten betonierten Steg. Hier sieht man aus der am Hang baumbestandenen Mulde schon die oberen Hänge nicht mehr, der Bach wird inzwischen seinem Namen gerecht und fließt über Muschelkalkbänke, kleine Felswände treten dann an sein Ufer und die Mulde füllt sich mit Wald. Vom Steg aus zweigt ein Wanderweg ab und führt wenige Schritte neben dem Steinbach zu Tale, das mehr und mehr zur Schlucht wird, das im unteren Teil Taubenloch heißt.
Hinter dem rechten Hang wird hier, vom naturbelassenen Tal aus nicht sichtbar, in einer großen Grube, deren Sohle tief unterm Bett des Steinbachs liegt, im Ummenhofener Steinbruch Muschelkalk gebrochen. Nach insgesamt 4,7 km insgesamt etwa östlichen Laufs mündet der Steinbach auf etwas unter 348,6 m ü. NHN ein paar Schritte neben einem weiteren alten Betonsteg, über den der Wanderweg durch deren Aue weiter nach Vellberg-Eschenau führt, von links in die mittlere Bühler. Der Bach mündet etwa 89 Höhenmeter unter seinem Ursprung und hat ein mittleres Sohlgefälle von rund 1,9 ‰.

### Einzugsgebiet
Der Steinbach hat ein knapp 4,0 km² großes Einzugsgebiet, das in naturräumlicher Betrachtung mit knapp der oberen Hälfte im Unterraum Limpurger Berge der Schwäbisch-Fränkische Waldberge liegt, mit dem Rest im Unterraum Vellberger Bucht der Hohenloher und Haller Ebene. Sein höchster Punkt liegt am Südwesteck auf knapp 480 m ü. NHN nahe einem alten Wasserspeicher auf dem Südsporn des Birkentöbeles. 
Am Oberlauf grenzt es im Norden an das des Schwäbisch Hall-Dörrenzimmerner Hirtenbachs, ab der Kehre nach dem Golfplatz kurz an das des kleinen Bärenbachs, der ungefähr an der Gemeindegrenze zwischen Schwäbisch Hall-Buch und Vellberg läuft, beide ziehen zur nahen Bühler. Im Osten und Südosten konkurriert diese selbst, im Süden der Obersontheim-Ummenhofener Rossbach, der die Bühler über den Obersontheim-Untersontheimer Riedbach erreicht. Im Südwesten und Westen verläuft die Wasserscheide über den Kamm von Berg und Birkentöbele zur Fischach, die jenseits zur oberen Bühler zieht.
Unmittelbar am Ufer des Steinbachs gibt es nirgendwo Besiedlung, jedoch liegen neuere Siedlungsteile Vellbergs links vor und nach der Unterquerung der L 1060 am oberen Hang.
Der größere Teil des Einzugsgebietes um den Mittel- und Unterlauf liegt auf dem Gebiet von Vellberg, der etwas kleinere um den Oberlauf auf dem Gebiet von Schwäbisch Hall. Zu Obersontheim gehören im Süden und Westen nur kleine Zwickel, wo die Gemeindegrenze einwärts wenig von der Wasserscheide weicht, sowie ein etwa 0,1 km² großes Gebiet am Westrand des Ummenhofener Steinbruchs.

### Zuflüsse
Liste der Zuflüsse und  Seen von der Quelle zur Mündung. Gewässerlänge, Seefläche, Einzugsgebiet und Höhe nach den entsprechenden Layern auf der Onlinekarte der LUBW. Andere Quellen für die Angaben sind vermerkt.
Ursprung des Steinbachs auf etwa 438 m ü. NHN etwa 1,2 km nordnordöstlich von Obersontheim-Herlebach im Waldgebiet Höning an der K 2627 Herlebach–Sulzdorf.
- (Anderer Quellast), mündet auf etwa 418 m ü. NHN von rechts noch im Wald, 0,6 km[LUBW 8]. Hat rechte Klingenzuflüsse von einer Waldwiese unterhalb des Bergs.
- Speist auf dem Golfplatz Dörrenzimmern auf unter 405 m ü. NHN einen 0,3 ha großen Teich, der auch Zulauf vom Hang hat.
- (Zufluss aus dem Hart), von rechts auf etwa 301 m ü. NHN an der L 1060 in den Seewiesen, 0,7 km[LUBW 3] und ca. 0,6 km².
  -  Speist auf unter 400 m ü. NHN dem Golfplatz Dörrenzimmern einen über 0,2 ha großen Teich.
- Ofenbach, von rechts auf etwas über 385 m ü. NHN kurz vor der Unterquerung der L 1060, 0,4 km, mit seinem nur zeitweilig wasserführendem Oberlauf ca. 1,0 km[LUBW 8] und ca. 0,4 km². Ein Feldweggraben, der am Rand des Sandrains entsteht und später das Gewann Ofen durchquert.
- Rohrbach, von rechts auf unter 380 m ü. NHN am Beginn einer langen Feldhecke am rechten Hang, 0,6 km und ca. 0,3 km². Feldweggraben, der nahe der Abzweigung der K 2620 nach Ummenhofen von der L 1060 entsteht.

Mündung des Steinbachs  auf etwas unter 348,6 m ü. NHN von links im Taubenloch etwa 0,7 km südwestlich von Vellberg-Eschenau neben einem alten Bühlersteg aus Beton von links in die Bühler. Der Steinbach ist 4,7 km lang und hat ein knapp 4,0 km² großes Einzugsgebiet.

## Geologie

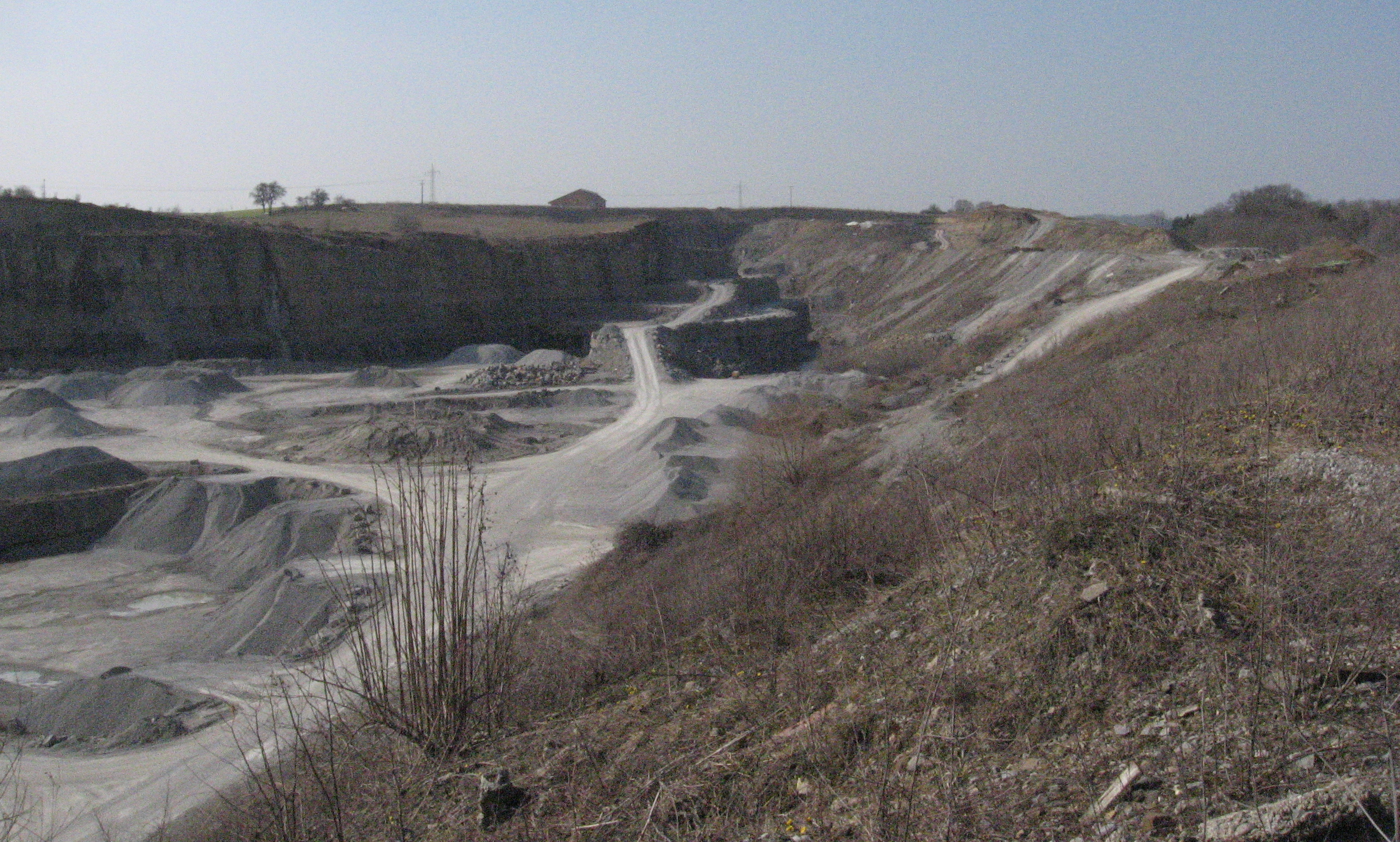
Blick nach W in die Grube des Ummenhofer Steinbruchs im Oberen Muschelkalk, die mit ihrer langen Seite rechts (aufgeschüttete Halde) nahe an das Taubenloch reicht.

Das Quellgebiet des Steinbachs ist im Westen und Süden von den Schilfsandstein-Hochflächen (Stuttgart-Formation) von Berg und Birkentöbele umgeben, der Bach selbst entspringt unterhalb schon im oberen Gipskeuper (Grabfeld-Formation). Burkhart im Norden und die erste Geländestufe zum Berg im Süden sind von Verebnungsflächen der Corbula-Bank des Gipskeupers gebildet. Der Bach erreicht mit seinem Richtungswechsel an der L 1060 den Unterkeuper und etwa am Zufluss des Rohrbachs den Oberen Muschelkalk, in dem er auch mündet.
Bergwärts in Fortsetzung des Bachlaufs aus dem Hart liegt am Westrand des Waldgewanns Hohenrot zur Wiesenflur in einer Depression eine Dolinenzone, die oberirdisch keinen Abfluss hat und in ihrem Flurteil von einer beständig feuchten Wiese bedeckt ist.
Der Ummenhofer Steinbruch rechts des Unterlaufs schließt den Oberen Muschelkalk und den Unteren Keuper auf.

## Natur, Landschaft und Schutzgebiete
Bis er den Golfplatz erreicht, fließen der Steinbach und sein rechter Quellast durch ein geschlossenes Waldgebiet, dem auf einer ersten Höhenstufe rechts unterhalb des Bergs über 0,7 km eine nirgends 0,2 km breite Waldlichtung folgt. Bis fast zum Laufknick vor der L 1060 ist die weite Talmulde dann von Grünland bedeckt, danach liegen auf den Hügeln beidseits der nun schmaleren, grünen Talmulde Äcker, ausgenommen die Vellberger Siedlung links auf dem Hügel am unteren Mittellauf und ein kürzeres Stück rechts zwischen Rohrbachzulauf und dem Steinbruch, wo es kleinere Parzellen mit offenen Gartengrundstücken gibt. In der schmalen Schlucht des Taubenlochs steht Klingenwald, abseits der felsigen Partien wächst auf dem schwarzen Boden der Aronstab. Die rechts begleitende Steinbruchgrube ist in Fließrichtung des Baches fast 0,8 km lang, ihre Grundfläche wird  trotz teilweiser Verfüllung durch weiteren Abbau größer.
Der größere Teil des oberen Steinbachlaufes bis hin zur Flurgrenze, den gesamten rechten Quellast mit eingeschlossen, steht als naturnaher Auenwald unter Biotopschutz, desgleichen danach ein rechts bis ans Ufer laufender Wald- und Heckenriegel kurz vor dem Golfplatz-Teich und 0,2 ha der Dolinen-Depression. Eine deutlich größere Fläche hiervon ist Naturdenkmal, ebenso wie der eben genannte Gehölzriegel und der Kraftsee, ein Feuchtgebiet auf einem flachen Hügel rechts des Mittellaufes am Nordrand des Hohenrots. Naturdenkmal ist auch ein gehölzbestandener Hohlweg bei Ofenbach im Flurgewann Straßenäcker sowie die im Zusammenhang mit dem Rohrbach erwähnte Feldhecke. Das Taubenloch steht unter Biotop- wie Naturschutz (Naturschutzgebiet Unteres Bühlertal).

### LUBW
Amtliche Online-Gewässerkarte mit passendem Ausschnitt und den hier benutzten Layern: Lauf und Einzugsgebiet des Steinbachs

Allgemeiner Einstieg ohne Voreinstellungen und Layer: Daten- und Kartendienst der Landesanstalt für Umwelt Baden-Württemberg (LUBW) (Hinweise)
1. 1 2 3  Höhe nach dem Höhenlinienbild auf dem Hintergrundlayer Topographische Karte.
2. 1 2  Höhe nach schwarzer Beschriftung auf dem Hintergrundlayer Topographische Karte.
3. 1 2 3 4  Länge nach dem Layer Gewässernetz (AWGN).
4. 1 2 3  Einzugsgebiet nach dem Layer Basiseinzugsgebiet (AWGN).
5. 1 2 3  Die amtlichen Einzugsgebietsgrenzen sind insofern im STeinbruchsbereich fiktiv. Vermutlich wird vom Steinbruch direkt in die Bühler abgepumpt, denn am Lauf des Steinbachs sieht man nirgends eine der für die Entwässerungsbereiche von Steinbrüchen im Muschelkalk typischen sortierten hellgrauen Spülbänke. Die auf dem Hintergrundlayer Topographische Karte angemessene Korrektur für den Wert liegt gleichwohl unter 0,1 km².
6. ↑  Seefläche nach dem Layer Stehende Gewässer.
7. ↑  Einzugsgebiet abgemessen auf dem Hintergrundlayer Topographische Karte.
8. 1 2  Länge abgemessen auf dem Hintergrundlayer Topographische Karte.
9. ↑  Steinbruchsentwicklung nach Augenschein und nach den bei feiner Auflösung statt der topographischen Karte angezeigten Orthophoto.
10. ↑  Schutzgebiete nach den einschlägigen Layern, Natur teilweise nach dem Layer Biotop.

### Andere Belege
1. ↑  Modellierte Werte nach Abfluss-BW Gewässerknoten MQ/MNQ
2. ↑  Wolf-Dieter Sick: Geographische Landesaufnahme: Die naturräumlichen Einheiten auf Blatt 162 Rothenburg o. d. Tauber. Bundesanstalt für Landeskunde, Bad Godesberg 1962. → Online-Karte (PDF; 4,7 MB)
3. ↑  Geologie nach den Layern zu Geologische Karte 1:50.000 auf: Mapserver des Landesamtes für Geologie, Rohstoffe und Bergbau (LGRB) (Hinweise). Etwa dasselbe Bild liefert die unter → Literatur aufgeführte geologische Karte.